# محمد مرسی
محمد محمد مُرسی عیسی العیاط (۸ اوت ۱۹۵۱ – ۱۷ ژوئن ۲۰۱۹) سیاستمدار مصری، پنجمین رئیس‌جمهور مصر و نخستین و تنها رئیس‌جمهور منتخب با شیوه دموکراتیک در این کشور بود. او رئیس حزب آزادی و عدالت و کاندیدای این حزب در انتخابات ریاست جمهوری ۲۰۱۲ بود. او از ۲۰۰۰ تا ۲۰۰۵ نمایندهٔ پارلمان مصر بود.
محمد مُرسی در دوازدهم تیر ۱۳۹۲ پس از ناآرامی‌های چندروزه و حالت بحرانی مصر، پس از کودتایی به دست ارتش مصر، برکنار و زندانی شد. مرسی بعد از بازداشت با چند مورد اتهام مواجه و به زندان‌های بلندمدت محکوم شده بود.
در ۲۷ خرداد ۱۳۹۸، مرسی به دنبال بی‌هوش‌شدن در دادگاه، درگذشت و بر اساس نظریه‌ای که دادگاه مصر و پزشک قانونی اعلام کرد، محمد مرسی در هنگام مرگ هیچ‌گونه علامت جرح در وی وجود نداشته‌است.

## تحصیلات
او لیسانس و فوق لیسانس مهندسی فلزات (متالورژی) خود را از دانشگاه قاهره (در ۱۹۷۸) و دکترا و فوق دکترای محافظت از موتورهای فضاپیما را از دانشگاه کالیفرنیای جنوبی گرفت که پس از پایان تحصیلات در این دانشگاه نیز به تدریس مشغول بود. او از ۱۹۸۲ تا ۱۹۸۵ استادیار دانشگاه ایالتی کالیفرنیا در نورتریج بود. در این سال استاد دانشگاه زقازیق مصر شد. ۲ تن از ۵ فرزند او متولد کالیفرنیا و شهروند آمریکا هستند.

## ریاست‌جمهوری
در دورهٔ دوم انتخابات ریاست جمهوری مصر که در تاریخ ۱۷ ژوئن ۲۰۱۲ برگزار گردید، محمد مرسی بر اساس آمار رسمی در رقابت با ژنرال احمد شفیق پیروز انتخابات گردید. وی اولین رئیس‌جمهور پس از انقلاب ۲۰۱۱ مصر و پنجمین رئیس‌جمهور تاریخ این کشور بود. از چالش‌های پیش روی محمد مرسی در دوران ریاست‌جمهوریش، اختلاف با فرماندهان عالی‌رتبه ارتش مصر در زمینهٔ دخالت آنها در سیاست در مصر بود. محمد مرسی همواره در سخنان خود تأکید داشت ارتش مصر تنها باید در خدمت دفاع از سرزمین مصر به کار گرفته شود.

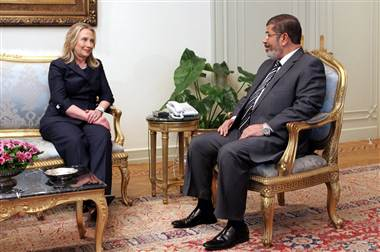
محمد مرسی در دیدار با وزیر امور خارجه سابق آمریکا هیلاری کلینتون درقاهره، مصر، ژوئیه ۲۰۱۲

هاآرتص عنوان می‌کند دوران ریاست جمهوری محمد مرسی یکی از بهترین دوران تاریخ تشکیل اسرائیل به‌شمار می‌رفت. اسرائیل گمان می‌کرد با روی کار آمدن محمد مرسی، عضو اخوان المسلمین، روابط دو کشور دچار تنش مضاعف می‌شود ولی در دوران ریاست جمهوری محمد مرسی دو کشور بیشتر از گذشته به هم نزدیک شده بودند. در این دوره اسرائیل توانست امتیازاتی از مصر دریافت کند که کسب آنها در دوره حسنی مبارک نیز ممکن نبود. اسرائیل به چهار دلیل از سقوط دولت محمد مرسی دچار آسیب شده و از این برکناری ناخرسند است:
- محمد مرسی از همان ابتدای کار پایبندی کامل خود را به پیمان کمپ دیوید اعلام کرد و در جهت آن کوشید.
- با توجه به نزدیکی و نفوذ اخوان‌المسلمین مصر بر گروه نظامی حماس، در طول دولت محمد مرسی، حملات موشکی شبه نظامیان فلسطینی به مناطق اسرائیلی‌نشین متوقف شده بود.
- محمد مرسی توانست در مدت یک سال تونل‌های زیرزمینی قاچاق سلاح به داخل نوار غزه را که در شبه جزیره سینا حفر شده‌اند، منهدم کند و از این طریق ارسال سلاح به داخل فلسطین را متوقف کند.
- اظهارات ضد محور مقاومت محمد مرسی موجب شده بود که اختلافات مذهبی بین شیعیان و اهل تسنن منطقه افزایش یابد.

از طرف دیگر برخلاف وعده‌های گذشته اخوان‌المسلمین مبنی بر نزدیک‌تر شدن روابط با حماس و اهالی نوار غزه، آنطور که گمان می‌رفت گذرگاه رفح در طول دوره ریاست‌جمهوری محمد مرسی به‌طور کامل باز خواهد شد و کمک‌ها به نوار غزه سرازیر می‌شود، اینگونه نشد و تنگنای اقتصادی اهالی منطقه تغییر چندانی نکرد که همین موجب نارضایتی حامیان مردم نوار غزه در مصر شد.
محمد مرسی در ۹ شهریور ۱۳۹۱ جهت سخنرانی در شانزدهمین اجلاس سران جنبش عدم تعهد وارد تهران شد. او ریاست اجلاس جنبش غیرمتعهدها را به محمود احمدی‌نژاد رئیس‌جمهوری وقت ایران واگذار کرد.

### لغو حکم انحلال پارلمان
در ۸ ژوئیه ۲۰۱۲، محمد مرسی حکم انحلال پارلمان را لغو کرده و خواستار برگزاری جلسات آن شد. پیش از این شورای عالی نظامی، مجلس مصر را منحل کرده بود.

### موضع‌گیری بر ضد نظام سوریه
محمد مرسی در قسمتی از سخنان خود در شانزدهمین نشست جنبش غیرمتعهدها گفت: «حکومت سوریه ظالم است و مخالفان آن باید متحد شوند.» او افزود: «اعلام همبستگی با مردم سوریه در مقابل حکومتی که مشروعیت خود را از دست داده‌است، وظیفه اخلاقی است. ما آماده حمایت از سوریه جدید و آزاد هستیم.» او همچنین خواستار یک «دخالت کارآمد» از سوی همگان برای پایان بحران سوریه شد.

## سرنگونی

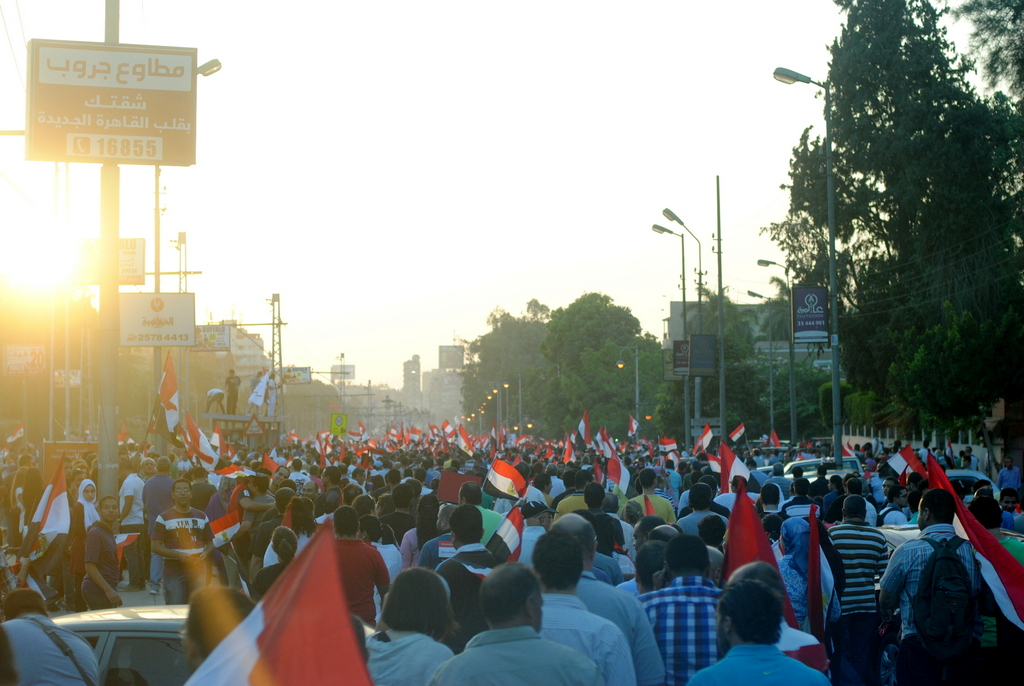
تظاهرات ضد مرسی، ۲۸ ژوئن ۲۰۱۳

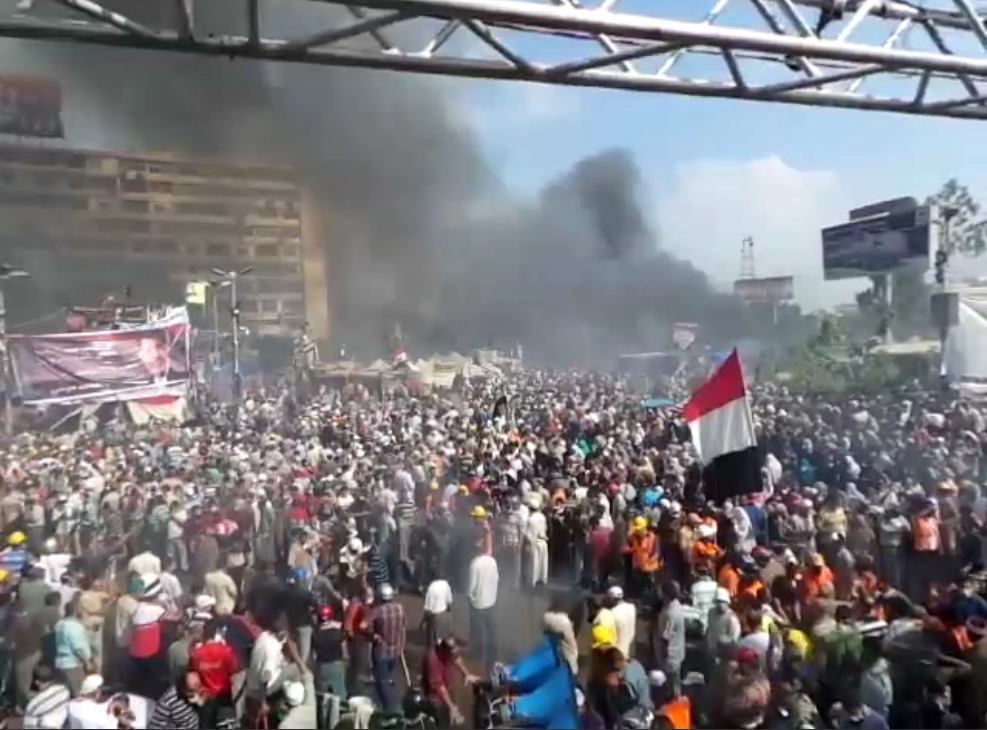
پراکنده کردن متحصنین هوادار مرسی در میدان رابعه العدویه

چند روز پیش از اولین سالگرد تحلیف محمد مرسی، موج جدیدی از اعتراضات علیه مرسی به نام جنبش تمرد به نمایندگی محمد البرادعی شکل گرفت. معترضان محمد مرسی را به تلاش برای گسترش اختیارات خود و اخوان‌المسلمین متهم و خواهان کناره‌گیری مرسی از قدرت و برگزاری انتخابات زودهنگام بودند. مرسی نیز گفته بود که منتخب مردم است و کنار نمی‌رود. چند روز پس از اوج‌گیری اعتراضات، هفت تن از وزرای مرسی و نخست‌وزیر مصر، هشام قندیل، استعفاء کردند. در چنین شرایطی ارتش مصر در ۱ ژوئیهٔ ۲۰۱۳ مهلت ۴۸ ساعته داده بود تا اختلافات حل شوند در غیر این صورت مداخله خواهد کرد. مرسی و اعضای بلندپایهٔ اخوان المسلمین مصر در پاسخ، این کار ارتش را دخالت در سیاست خوانده بود. ارتش مصر نیز در شامگاه ۱۲ تیر ۱۳۹۲ (به وقت ایران) پس از اتمام ضرب‌الاجل دو روزه اعلام کرده بود که بیانیه‌ای صادر خواهد کرد.
محمد مرسی در ۱۲ تیر ۱۳۹۲ (سوم ژوئیه ۲۰۱۳) طی کودتایی و با بیانیهٔ فرماندهٔ ارتش مصر عبدالفتاح السیسی و حمایت نماینده مخالفان دولت محمد البرادعی، شیخ الازهر شیخ احمد الطبیب و پاپ مسیحیان قبطی مصر پاپ تواضروس دوم از قدرت برکنار شد طی همان بیانیه عدلی منصور، رئیس دادگاه قانون اساسی مصر به عنوان رئیس‌جمهور موقت دولت انتقالی تعیین شد. چندین ساعت بعد محمد بدیع رئیس اخوان المسلمین مصر بازداشت شده اما روز بعد آزاد گشت. همچنین ۳۰۰ نفر از سران اخوان تحت تعقیب قرار گرفته و شخص محمد مرسی در گارد ریاست جمهوری بازداشت گردید. روز ۱۳ تیر ادعا شد که محمد البرادعی در طی مصاحبه با رویترز گفت: «این خون حسن شحاته بود که موجب سقوط محمد مرسی و اخوان المسلمین گشت.» این خبر ساعاتی بعد تکذیب شد.

## محاکمه
در ۲۸ ژوئیه ۲۰۱۳، کاترین اشتون، سیاست خارجی اتحادیهٔ اروپا، به دیدار محمد مرسی رفت. وی نخستین مقام خارجی بود که از زمان سرنگونی حکومت محمد مرسی، توسط ارتش با او دیدار کرد. این دیدار دو ساعته در محل نگهداری محمد مرسی صورت گرفت. کاترین اشتون پس از این دیدار گفت: محمد مرسی به تلویزیون و روزنامه دسترسی دارد. وی همچنین در روز ۲۸ ژوئیه، با شماری از مقامات دولت موقت مصر از جمله عدلی منصور، رئیس‌جمهوری، محمد البرادعی، معاون رئیس‌جمهوری در امور بین‌الملل ژنرال عبدالفتاح السیسی، فرماندهٔ ارتش و سران حزب آزادی و عدالت، شاخه سیاسی اخوان‌المسلمین دیدار و گفتگو کرد.
در تاریخ ۲۱ آوریل ۲۰۱۵ دادگاه جنایی قاهره محمد مرسی را به جرم تحریک خشونت‌ها بین نیروهای امنیتی‌اش و معترضان که منجر به مرگ سه نفر گردید به بیست سال زندان محکوم کرد. پس از این حکم سنگین سازمان عفو بین‌الملل با مخالفت شدید به این حکم واکنش نشان داد. سازمان عفو بین‌الملل در مطلبی اعلام کرد: نظام عدالت مصر به نظر ناتوان از اجرای محاکمه‌های عادلانه اعضا یا طرفداران رئیس‌جمهوری سابق مصر و اعضای اخوان المسلمین است. محمد مرسی باید در یک دادگاه مدنی و متناسب با معیارهای بین‌المللی به صورت عادلانه محاکمه شود یا اینکه آزاد شود. همچنین پس از این حکم حسیبه حاج صحراوی، معاون خاورمیانه و شمال آفریقا سازمان عفو بین‌الملل نیز اعلام کرد: «این حکم همه امیدها دربارهٔ استقلال و بی‌طرفی در نظام کیفری در مصر را از بین می‌برد.»
در تاریخ ۱۶ مهٔ ۲۰۱۵ دادگاهی در قاهره، محمد مرسی را به اعدام محکوم کرد. اتهام وی سازماندهی در حمله به یک زندان در سال ۲۰۱۱ که فرار هزاران زندانی از جمله خود او را در پی داشت، اعلام شده‌بود. در تاریخ ۱۶ ژوئن ۲۰۱۵ حکم اعدام محمد مرسی تأیید شد.

### حضور در دادگاه با لباس اعدام
یکشنبه ۳۱ خرداد ۱۳۹۴ دادگاه جنایی قاهره برای محاکمهٔ مجدد مرسی و تعدادی از رهبران اخوان‌المسلمین در پروندهٔ جاسوسی برای قطر تشکیل جلسه داد و مرسی با «لباس قرمز» که لباس اعدام است در این جلسه حاضر شد. در مصر زندانیان محکوم به اعدام باید لباس قرمز بپوشند.
طبق گزارش، تحقیقات دیوان عالی امنیت دولت در این پرونده نشان می‌دهد که محمد مرسی و تعدادی از متهمان، گزارش‌های صادره از دستگاه‌های اطلاعات عمومی و جنگی، نیروهای مسلح، نیروهای امنیت ملی در وزارت کشور و سازمان نظارت اداری را به سرقت برده‌اند که در میان آنها اسناد کاملاً محرمانه مربوط به ارتش، مکان‌های استقرار نیروهای ارتش و سیاست‌های کلی دولت نیز دیده می‌شود. بر اساس گزارش فوق این متهمان قصد داشتند این گزارش‌ها و اسناد را به دستگاه اطلاعات قطر و شبکهٔ ماهواره‌ای الجزیره متعلق به این کشور تحویل داده و به مصر و امنیت ملی آن لطمه بزنند.
مرسی همچنین به خاطر اتهامات مربوط به قتل تظاهرات‌کنندگان در پروندهٔ موسوم به کاخ الاتحادیه به ۲۰ سال زندان محکوم شده‌بود.
در فروردین ۱۳۹۸ روزنامه یوم السابع چاپ قاهره به نقل از دادستانی مصر خبری در خصوص درخواست مجازات اعدام به دلیل جاسوسی برای سپاه پاسداران ایران برای محمد مرسی را منتشر کرد.

## مرگ
در ۱۷ ژوئن ۲۰۱۹، محمد مرسی بعد از حاضر شدن در دادگاه حدود ۲۰ دقیقه در مقابل قاضی صحبت کرد و گفت رازهایی می‌داند که اگر آنها را فاش کند، موجب آزادی وی خواهد شد اما به جهت حفظ مصالح کشور چنین نخواهد کرد. پس از مطرح شدن این موضوع وی درحالی‌که در یک محفظهٔ شیشه‌ای قرار داشت از حال رفت.
او بعد از انتقال به بیمارستان جان خود را از دست داد.
فعالان و خانوادهٔ مرسی مدت‌ها اعلام می‌کردند که مسئولان زندان به بیماری‌های جدی‌اش از قبیل فشار خون بسیار بالا و دیابت رسیدگی نمی‌کنند. به گزارش یک گروه پارلمانی بریتانیا به سرپرستی کریسپین بلانت (Crispin Blunt) در سال ۲۰۱۸، مرسی را ۲۳ ساعت از ۲۴ ساعت شبانه‌روز در زندان انفرادی نگه می‌داشتند که می‌تواند نوعی شکنجه باشد و موجب مرگ زودرس شود. به گفتهٔ ماگدالنا مغربی (Magdalena Mughrabi)، معاون بخش خاورمیانه و شمال آفریقای عفو بین‌الملل، مرسی تقریباً شش سال در انفرادی حبس کشید که همین امر مشکلات روحی و جسمی فراوانی را به او وارد کرد. سارا لی، مسئول بخش خاورمیانه دیدبان حقوق بشر، نیز اعلام کرد مرگ مرسی وحشتناک، ولی کاملاً قابل پیش‌بینی بود. مرسی سه‌شنبه ۱۸ ژوئن ۲۰۱۹ در قبرستانی در شرق قاهره دفن شد. پسر او، عبدالله نیز در ۵ سپتامبر ۲۰۱۹ در اثر حملهٔ قلبی درگذشت که با توجه به سابقهٔ زندانش، یک مرگ مشکوک ارزیابی شد.